# Bannegon
Bannegon é uma comuna francesa na região administrativa do Centro, no departamento Cher. Estende-se por uma área de 21,67 km². Em 2010 a comuna tinha 278 habitantes (densidade: 12,8 hab./km²).